# بيرتي أهرن

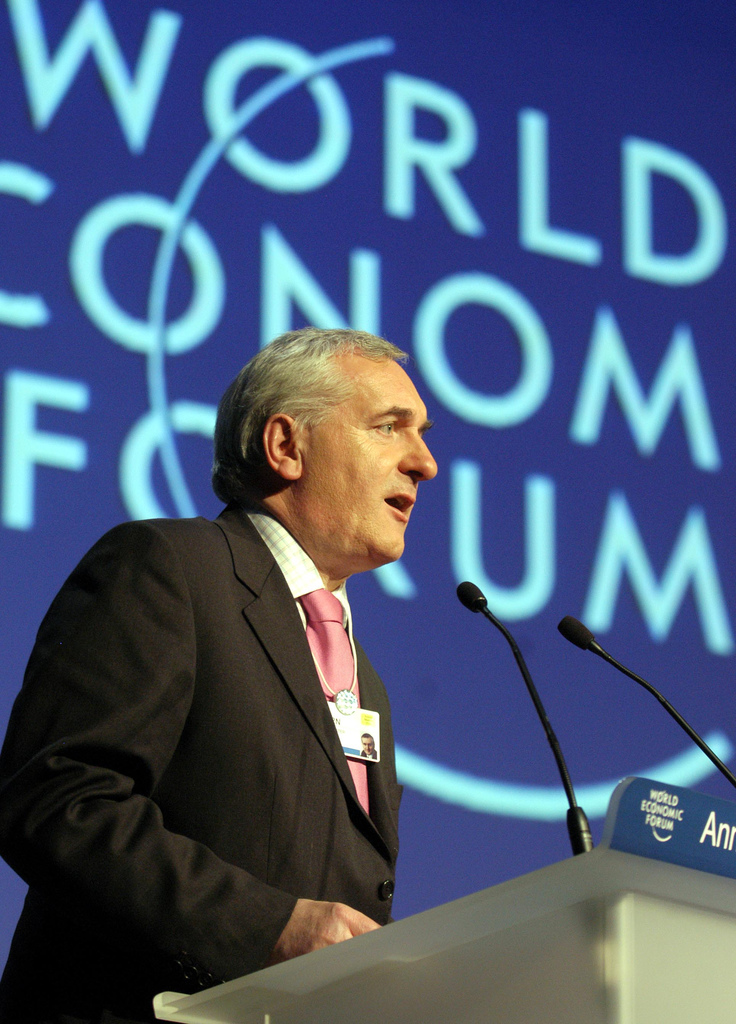
بيرتي أهرن

بيرتي أهرن (بالإنجليزية: Patrick Bartholomew Ahern) (1951 - ). سياسي أيرلندي خلف ألبرت رينولدز على زعامة حزب فيانا فيل في نوفمبر 1994. وشغل جون برتون زعيم حزب فاين جايل منصب رئيس الوزراء في أعقاب استقالة رينولدز. كان أهرن قد أصبح وزيرًا للمالية في جمهورية أيرلندا في فبراير 1992. وشغل المنصب بعد أن طرد رئيس الوزراء آنذاك تشارلز هوجيى وزير المالية الأسبق ألبرت رينولدز. ثم أصبح أهرن رئيساً للوزراء عام 1997.
ولقد كسب أهرن الانتخابات ليصبح عضوًا في الديل إيريان (المجلس الأصغر للبرلمان الأيرلندي) في عام 1977. وفي عام 1982، أصبح وزير دولة لرئاسة مجلس الوزراء والدفاع. ولقد أصبح أيضًا حامل السوط الأول في الحكومة، وهو الموظف المسؤول عن تطبيق النظام في حزب فيانا فيل. شغل منصب وزير العمل مرتين، إحداهما في عام 1987، ومرة أخرى في الفترة من عام 1989 حتى عام 1991. وُلد أهرن في دبلن وتخرج محاسبًا، وكان عمدة دبلن في الفترة من يوليو عام 1986 وحتى يوليو عام 1987.

## روابط خارجية
- بيرتي أهرن على موقع الموسوعة البريطانية (الإنجليزية)
- بيرتي أهرن على موقع مونزينجر (الألمانية)
- بيرتي أهرن على موقع إن إن دي بي (الإنجليزية)
- بيرتي أهرن على موقع ديسكوغز (الإنجليزية)